# Strajk hiszpańskich kontrolerów ruchu lotniczego

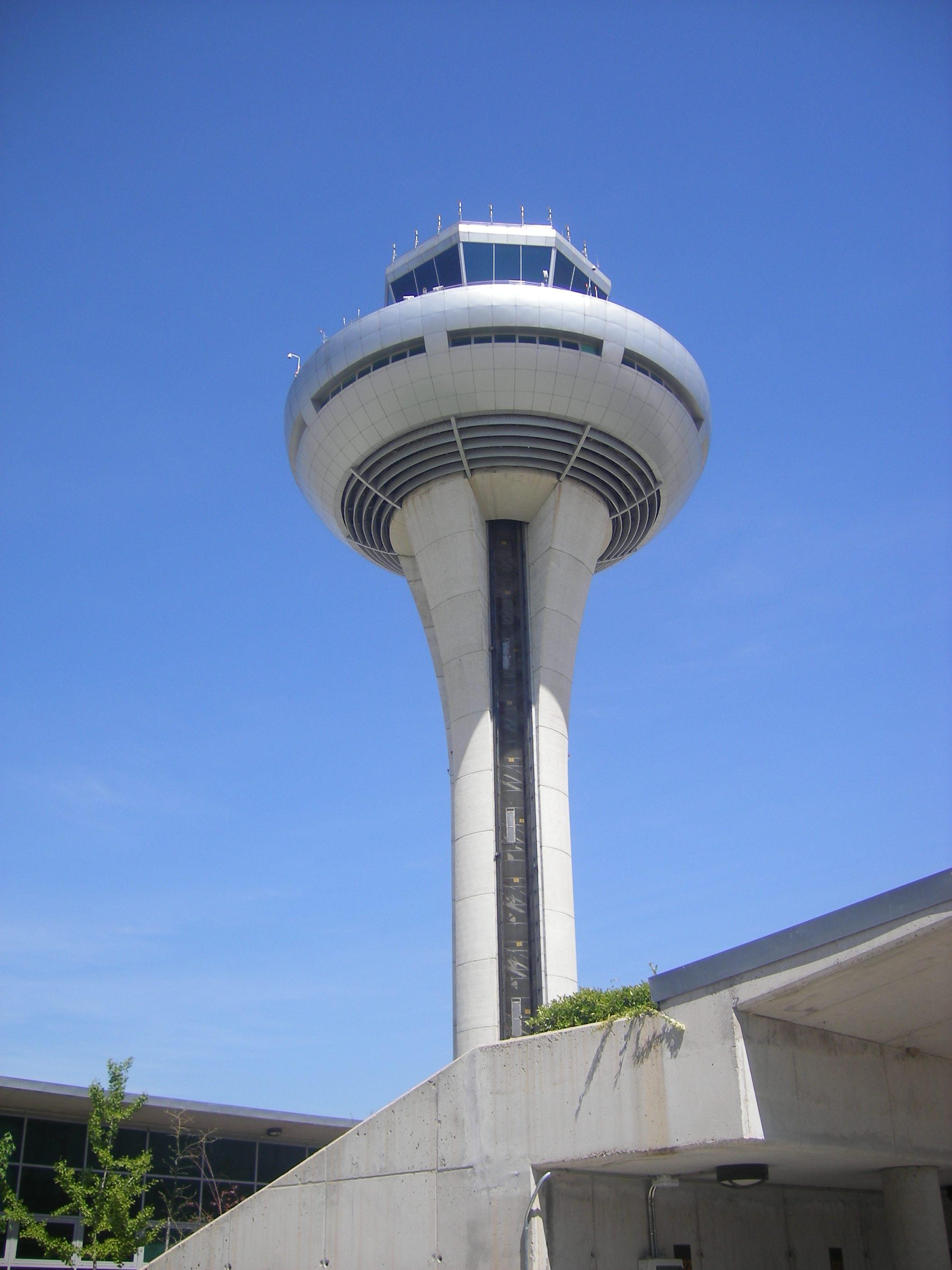
Wieża kontroli lotów w Terminalu 4 w porcie lotniczym Madryt-Barajas

Strajk hiszpańskich kontrolerów ruchu lotniczego rozpoczął się 3 grudnia 2010, kiedy ich większość odeszła od stanowisk pracy i urządziła dziki strajk. Rząd Hiszpanii upoważnił wojsko do przejęcia kontroli nad ruchem powietrznym (w sumie osiem lotnisk), w tym nad dwoma największymi lotniskami w państwie, czyli Madryt-Barajas i Barcelona–El Prat. 4 grudnia 2010 nad ranem wprowadził stan alarmu, nakazując kontrolerom powrót na stanowiska pracy. Krótko po tym kontrolerzy zaczęli wracać do pracy i po kilku dniach stajk został wygaszony.
Strajk kontrolerów został zorganizowany po roku dyskusji między rządem a władzami Aeny nad warunkami pracy, harmonogramami pracy i świadczeniami dla pracowników. W dniu strajku rząd Hiszpanii zatwierdził plan częściowej prywatyzacji Aeny.
Było to pierwsze wprowadzenie stanu wyjątkowego od czasu transformacji ustrojowej. Niektórzy kontrolerzy twierdzili, że byli zmuszeni do pracy pod presją karabinów wymierzonych w nich.
Zastosowanie stanu wyjątkowego przez rząd Hiszpanii było krytykowane przez ATCEUC (Air Traffic Controllers European Unions Coordination).